# RetroPie
RetroPie est une distribution logicielle de retrogaming exploitant Linux (Raspbian).
Optimisée pour le Raspberry Pi, RetroPie est également utilisable sur un PC.